# 바늘꼬리따오기
바늘꼬리따오기(학명: Cercibis oxycerca)는 사다새목 저어새과 따오기아과에 속한 새이다.